# Maggie Laubser
Maria Magdalena Laubser, conocida como Maggie Laubser (14 de abril de 1886-17 de mayo de 1973) fue una pintora y grabadora sudafricana. Generalmente se considera que, junto con Irma Stern, fue responsable de la introducción del expresionismo en Sudáfrica. Su trabajo fue recibido inicialmente con burla por los críticos, pero ganó amplia aceptación, y ahora se le considera como un artista ejemplar y quintaesencialmente sudafricana.

## Infancia y educación
Maria Magdalena Laubser nació en la granja de trigo Bloublommetjieskloof cerca de Malmesbury en el Swartland, una zona agrícola productiva en Sudáfrica. Fue la mayor de seis hijos de Gerhardus Petrus Christiaan Laubser y Johanna Catharina Laubser (de soltera Holm).

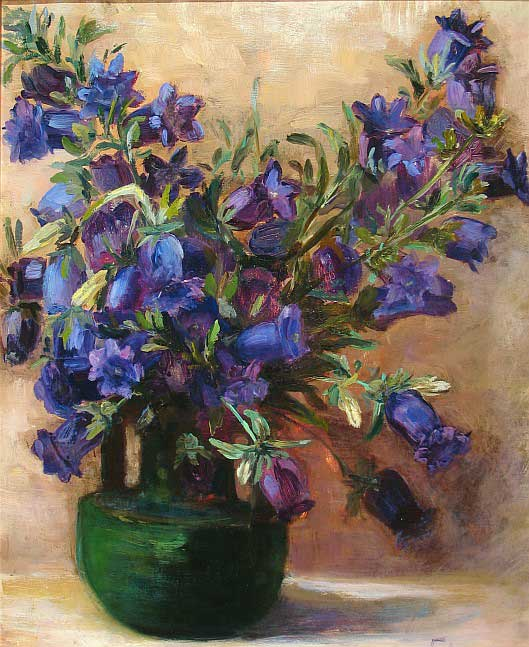
Naturaleza viva: Flowers in a Vase (1909-1913), óleo sobre lienzo, 520 x 420 mm, Sanlam Art Collection

Después de asistir a la escuela de la granja Rocklands, ella estuvo en el internado del seminario de Bloemhof, Stellenbosch, donde inició el estudio del dibujo. Regresó a la granja en 1901 y durante una visita a Ciudad del Cabo conoció a Beatrice Hazel, una pintora realista de estilo romántico, que la presentó a Edward Roworth, dando así impulso a su deseo de estudiar pintura.
En 1903 convenció a sus padres de que la dejaran ir a Ciudad del Cabo una vez por semana para clases de canto. La dificultad de viajar y la baja opinión que su madre tenía de su voz de mezzo-soprano la desalentaron, y fue en esta etapa que empezó a pintar. Estudió pintura con Edward Roworth en Ciudad del Cabo durante dos meses en 1903, tiempo durante el cual recibió una medalla de plata por su trabajo. En 1907 se había vuelto lo suficientemente capaz como para ser aceptada en la Sociedad de Artistas de Sudáfrica (SASA) y, en 1909, estuvo representada en la exposición anual de la SASA y la Asociación de Bellas Artes de Ciudad del Cabo. Hacia 1910, tenía su propio estudio en Strand Street, Ciudad del Cabo.
En 1912 durante una visita a su sobrino, Gert Coetzee, en Pretoria, fue contratada como institutriz en una granja de la familia Wolmarans en el distrito de Ermelo, Transvaal, donde también enseñó arte y costura. Mientras estaba de vacaciones en Durban con su amiga Sophie Fisher, se hizo amiga de Jan Hendrik Arnold Balwé (Cónsul de los Países Bajos en Durban 1903-1913), propietaria de una línea naviera y que se ofreció a financiar sus estudios y los de su hermana Hannah en el extranjero.

## Holanda e Inglaterra
Laubser y su hermana partieron a Europa el 4 de octubre de 1913, viviendo inicialmente en una colonia de artistas en Laren, Holanda Septentrional, en una zona llamada Het Gooi. Conoció a Ita Mees, un pianista de conciertos y Frederik van Eeden, autor y poeta. También se hizo amiga de Laura Knight y Frans Langeveld, ambos pintores. En los últimos años de su vida, Anton Mauve, que era una influencia importante en Vincent van Gogh, vivió en Laren. Maggie trabajó en el estudio que él estableció allí.
Al estallar la Primera Guerra Mundial fue a Londres. Inicialmente se quedó en Huntingdonshire y luego, en octubre de 1914, se mudó a un hotel de Londres y se matriculó en la Slade School of Fine Art para el período de octubre de 1914 a marzo de 1919. Henry Tonks, Walter Westley Russell y Ambrose McEvoy le enseñaron dibujo, Philip Wilson Steer le dio clases de pintura. Parece que nunca pintó durante su tiempo en el Slade, y en su lugar concentró sus esfuerzos en el dibujo de retratos y estudios de la figura. Maggie volvió a Sudáfrica brevemente en 1915 para visitar la nueva granja de la familia en Oortmanspost, cerca de Klipheuwel en la Provincia del Cabo y otra vez en marzo de 1919, después de culminar sus estudios.

## Carrera y viajes

### Bélgica, junio de 1919 a septiembre de 1920
Salió de Londres el 6 de junio de 1919 para Bélgica, permaneciendo en Amberes y el Villa Chenes en el Nachtigalen Lei en Schoten. Se hizo amiga de Arnold Balwé, hijo de su mecenas, que estudió en la Academia. También hay algunas pruebas de que ella entró en contacto con Die Brücke y Der Blaue Reiter durante una estancia en Munich en 1919.

### Italia, octubre de 1920 a agosto de 1921

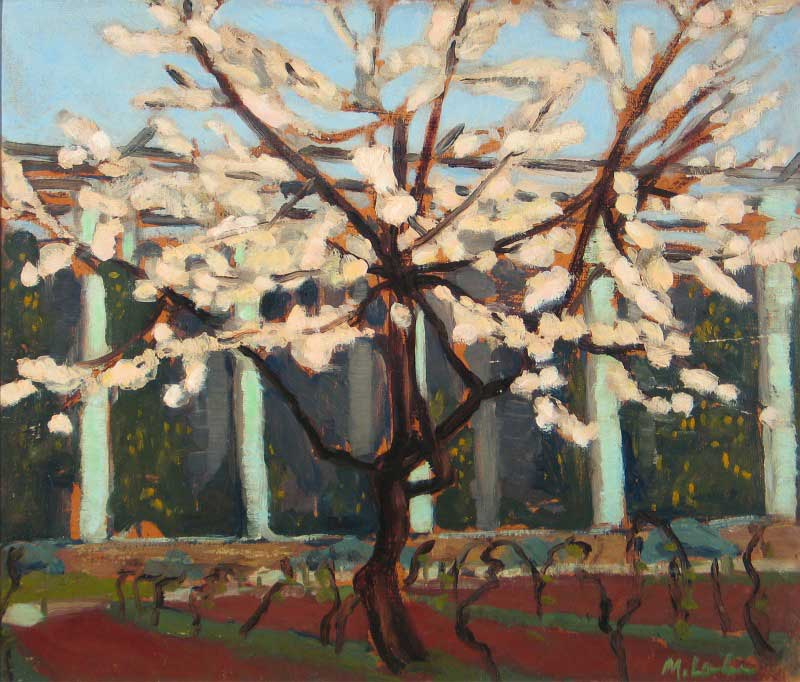
Pink Blossoming Tree, (1920–1921), óleo sobre cartulina, 340 x 400 mm, Colección de Arte de Sanlam

Viajó con Balwé a Italia entre agosto y septiembre de 1920 y vivió y trabajó en Torri del Benaco y San Vigilio en el Lago de Garda. Durante este tiempo la pareja fue apoyada económicamente por el padre de Balwé y esto les dio libertad para trabajar en pinturas para posibles exposiciones en lugar de pensar en la venta. Un gran número de obras firmadas y fechadas en este período dan cierto apoyo a esto.
J. H. A. Balwé enfermó a finales de 1920, y Arnold Balwé y Maggie lo acompañaron a Bad Kissingen a mediados de abril de 1921, donde murió en abril o mayo de ese año. Después de la muerte de Balwé Maggie viajó a Venecia, donde visitó el Palacio Ducal (junio-julio de 1921), luego a Milán y, el 18 de agosto de 1921, de vuelta a Alemania. El 19 de septiembre de 1921 llegó a Ciudad del Cabo en la línea Union-Castle.

### Alemania, noviembre de 1922 a noviembre de 1924

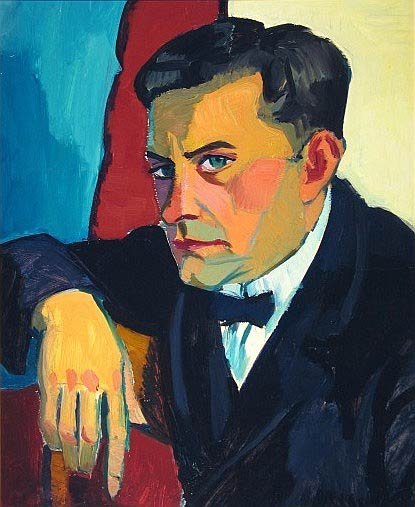
Portrait of a Man, Berlín, (circa 1923), óleo sobre tabla, 595 x 475 mm

Laubser recibió una visa del Consulado de Alemania en Ciudad del Cabo el 16 de noviembre de 1922 y se instaló en Kurfürstendamm 40, Berlín, el 1 de enero de 1923. Su dirección aparentemente cambió a Kurfürstendamm 43, Berlín, el 23 de enero de 1923. Buscó a Irma Stern y emprendieron un viaje por el mar Báltico durante tres semanas en julio de 1923. Después de viajar a Weimar y Baviera y otro cambio de dirección, se estableció en la vida cultural de Berlín. Se reunió con miembros del cuerpo diplomático, pintó retratos y asistió a conciertos de música. Se hizo amiga de los pianistas Wilhelm Busch y Otto Glore.
Fue en Berlín, de 1922 a 1924, que entró en contacto con el expresionismo alemán y fue animada a ello por Karl Schmidt-Rottluff. Pudo ver las obras de Emil Nolde, Max Pechstein, Franz Marc y Erich Waske y estas le influenciaron. Señaló que Franz Marc, Nolde, Schmidt-Rottluff y Pechstein habían sido determinantes en la elección de su personalidad artística, aunque ella afirmaría no haber sido influenciada por ellos. El alcance de la influencia es evidente en ella ya que se acercó más al estilo expresionista alemán durante estos años, en el que produjo una serie de diez litografías llamadas Visionen.
El 14 de agosto de 1924 hizo arreglos con Allison Bros., Londres para enviar sus pinturas a Sudáfrica.

## Estreno en Sudáfrica y recepción crítica

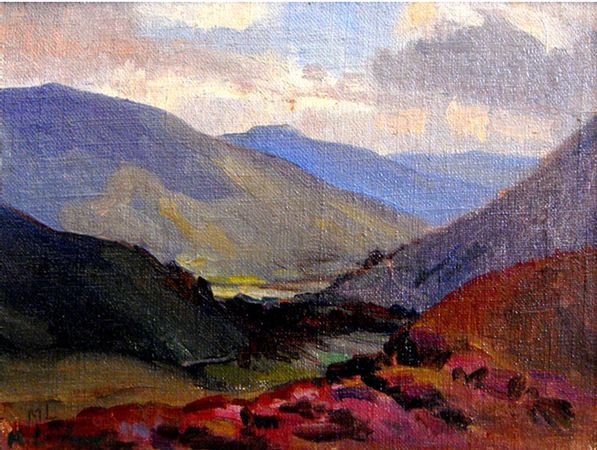
Bloublommetjieskloof, óleo sobre lienzo sobre cartón, 270 x 365 mm

En noviembre de 1924, Laubser regresó a Sudáfrica y se estableció en Oortmanspost, la granja familiar. Conoció al escultor Moses Kottler y el caricaturista D. C. Boonzaier, quien la presentó a su hijo Gregoire, miembro fundador del New Group, y renovó su amistad con las pintoras Ruth Prowse y Nita Spilhaus. Presentó una exposición en Ciudad del Cabo, y sufrió una cruel decepción: tanto sus pinturas como las de Irma Stern, fueron recibidas con una fuerte crítica negativa, sobre todo por el crítico Bernard Lewis de los periódicos Die Burger y el The Cape Times, quien en 1931 escribió sobre ella:

¿Hay algún ser humano normal y sano en toda Sudáfrica que sea capaz de apreciar como una obra de arte, disfrutar como una imagen... alguna realizada por Maggie Laubser?
Bernard Lewis

En abril de 1929 conoció a P. Serton y a su esposa, así como A. C. Celliers y Koos Botha, los cuales la animaron a tener una exposición individual. Su primera exposición individual se llevó a cabo en Stellenbosch, con el apoyo de A. C. Bouman y Con de Villiers. Durante este tiempo también conoció a Martin du Toit, que se convertiría en un ferviente partidario, organizando su primera exposición en el Transvaal en 1931.

## British Empire Exhibition, Johannesburgo, 1936
El 3 de mayo de 1936, el padre de Laubser murió, dejando la granja a su hermano, y estableciendo un fondo de fideicomiso para su madre. Laubser heredó el saldo del fondo fiduciario cuando su madre murió el 20 de noviembre de 1936. A pesar de que la prensa la trató con dureza, Laubser fue elegida para el panel de selección de la prestigiosa British Empire Exhibition, cuyo coordinador era M. L. du Toit.
La Empire Exhibition fue una exposición cuatrienal, que en 1936 se celebró en Milner Park, Johannesburgo, y fue representativa de lo mejor que Sudáfrica. Fue aquí donde Laubser se familiarizó con Alexis Preller, quien atraería la ira de los críticos por su trabajo en la primera exposición del New Group el 4 de mayo de 1938.

## Últimos años y legado

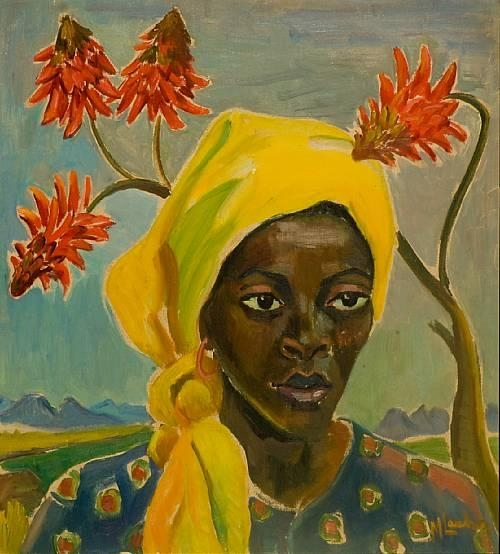
Annie of the Royal Bafokeng, 1945, óleo sobre lienzo sobre cartón, 500 x 450 mm

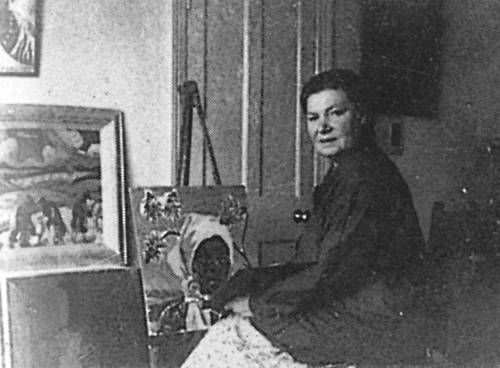
Laubser con Annie of the Royal Bafokeng en 1945

Estuvo activa desde 1900 y continuó trabajando ininterrumpidamente hasta su muerte en 1973. El catálogo razonado compilado por Dalene Marais contiene 1784 trabajos individuales. Su estilo predominante de trabajo es generalmente aceptado por muchos autores como expresionista, pero también hay elementos identificables del fauvismo, y un arte pastoral que desmienten los prototipos expresionistas alemanes a los que Maggie fue expuesta.
Después de la muerte de sus padres se instaló en Ciudad del Cabo en 1937, instalando un estudio en Drie Ankerbaai. En 1942, se trasladó a la Strand. Allí construyó una cabaña llamada Altyd Lig (Siempre Brillante), en 1947. El 28 de mayo de 1946 el Prof. P. Nienaber J. anunció que Loubser recibiría la medalla honoraria de la Academia Estadounidense de las Artes y las Ciencias. En 1948, fue aceptada como miembro de la Academia Sudafricana para las Artes y la Ciencia. La Asociación de Artes de Sudáfrica la honró con una medalla en 1968, presentada por el Prof. A. Meiring.
La Galería Nacional de Sudáfrica y el Museo de Arte de Pretoria se combinaron para albergar una importante exposición retrospectiva de las obras de Laubser en 1969. Esto fue seguido en 1987 por una retrospectiva de obras tempranas, nuevamente en la Galería Nacional de Sudáfrica, el 31 de enero de 1988.
Maggie Laubser murió el 17 de mayo de 1973 en Altyd Lig.